# 钟萼地埂鼠尾草
钟萼地埂鼠尾草（学名：Salvia scapiformis var. carphocalyx）为唇形科鼠尾草属下的一个变种。

## 扩展阅读
- 維基物種上的相關：钟萼地埂鼠尾草